# Таю

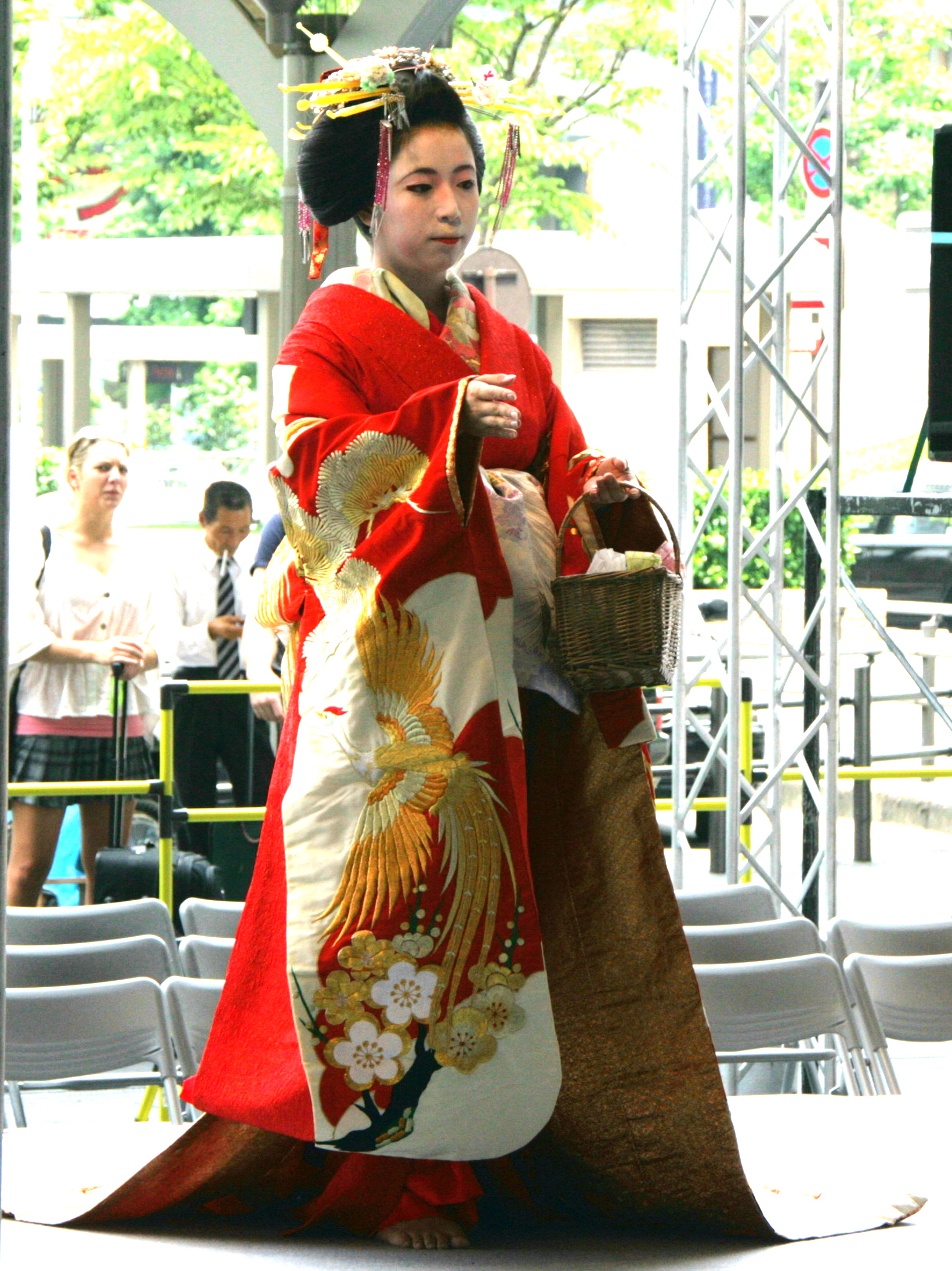
Фурисодэ-таю из Симабары.

Таю (яп. 太夫、大夫 таю:, тайфу, дайфу, дословно «дафу», чиновник в Китае) — высший ранг дорогих японских проституток (к ним близки ойран).

## Внешний вид
Таю отличаются от гейш более богатой одеждой (сверху на кимоно надевают вышитую накидку утикакэ) и тем, что повязывают шитый золотом пояс спереди, а не сзади, как гейши. Причёски таю соответствуют причёскам майко, но у таю они сильнее украшены. В частности, в передний пучок причёски вкалывается восемь кандзаси-шпилек. В причёске таю три гребня, а у гейш — лишь один.
Таю, как и гейши, белят лицо, а также чернят зубы. Обувь таю — очень высокие деревянные сандалии «гэта» с тремя «ножками», называемые самбонъаси (яп. 三本足, «три ноги»). Они надеваются на босу ногу; гейши же носят таби.

## История
Таю появились в начале периода Эдо, в начале XVII века. Первоначально так называли актрис театра Кабуки, достигших высокого мастерства. Спустя некоторое время государство взяло проституцию под жёсткий налоговый контроль, в столице (тогда ею был Хэйан-кё, современный Киото) и крупных городах открыли кварталы «юкаку», где юдзё легально развлекали клиентов. Проституток разделили на ранги, словом «таю» стали называть высший ранг дорогих проституток — «ойран». Они обслуживали даймё, хатамото, аристократию. Среди таю появились «звёзды»: Ёсино-таю, Югири-таю, Такао-даю.
В период сакоку японская культура обратила взгляд на саму себя после многовековой ориентации на Китай. Подъём купеческого сословия, до того презираемого, вызвал и возвышение дорогих проституток. Купцы там могли купить уважение и почёт за золото, что в остальной Японии было невозможно. Проститутки высоких рангов получали незаурядное образование, умели играть на аристократических инструментах кокю и кото, танцевали популярные при дворе танцы.
Лайза Дэлби пишет:

Этих женщин называли «разрушительницами за́мков» (яп. 傾城 кэйсэй) из-за их покоряющего облика, аналогично мифическим красавицам древности, которые могли уничтожить человека так же просто, как армию. Куртизанки носили многослойные одежды, богато украшенные кимоно, многочисленные лакированные и черепаховые гребни в волосах. Широкие вышитые оби повязывались спереди: не из-за того, что, как некоторые предполагают, так проще его развязывать, но из-за того, что так одевались замужние женщины, а юдзё была «женой на одну ночь».
Оригинальный текст (англ.)These women were dubbed "castle-destroyers" (keisei) because their sex appeal, like the mythical beauties of history, could destroy a man as easily as any army. These courtesans wore layers of ornately decorated kimono and a multitude of lacquer and tortoiseshell combs in their hair. Their wide, brocaded obi were tied in front — not, as some suppose, because it was easier to undress that way, but because that was the practice of married women and a yuujo was, in a sense, a wife for an evening.— Sex and the single geisha — Dalby Liza
С появлением гейш таю пришли в упадок. Из Ёсивары таю исчезли в годы Хорэки (1751—1764), им сменили название на сантя (яп. 散茶). Сегодня таю существуют лишь в чайном домике Ватигайя (яп. 輪違屋) в киотоской Симабаре. Так как проституция в Японии была запрещена законодательно, таю стали исполнять те же функции, что и гейши и были объявлены особой разновидностью гейш.
Учениц — камуро (яп. 禿, также может читаться «кабуро») — в которые принимали девочек шести—восьми лет, в XXI веке изображают дети со стороны: в Японии запрещено работать до окончания средней школы.

## Известные таю

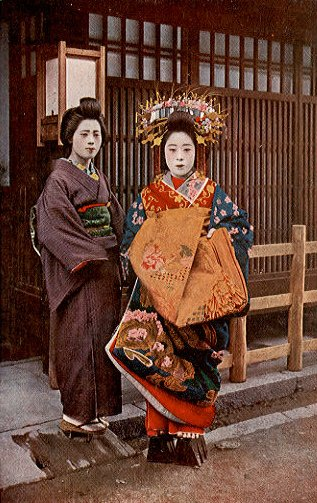
Таю Симабары.

### Ёсино-таю
Ёсино-таю (яп. 吉野太夫 ёсино таю:, настоящее имя — 松田 徳子, Норико Мацуда). Родилась в семье самурая. Продана в Рокудзё мисудзи-мати (яп. 六条三筋町 рокудзё: мисудзи мати), первоначальное название Симабары, в семилетнем возрасте, стала там камуро. Ёсино быстро поднялась по карьерной лестнице и стала одной из образованнейших женщин своего времени. Её друзьями были влиятельные люди, в частности, монах Нитирэн, основавший секту Нитирэн-сю. Ёсино проводила много времени в беседах с ним, а также оказывала финансовое покровительство храму Дзёсё-дзи (яп. 常照寺 дзё:сё: дзи, дословно «постоянно сияющий храм»).
В 26 лет Ёсино выкупил Дзёэки Хаия (яп. 灰屋 紹益 хаия дзё:эки), наследник одной из самых богатых купеческих семей города. Ёсино стала его женой. Однако всего через 12 лет, 7 октября 1643 года Ёсино умерла от болезней. Она была похоронена на земле храма Дзёсё-дзи, к её могиле каждый год совершается театрализованное паломничество «Ёсино-таю хана куё» (яп. 吉野太夫花供養 ёсино таю: хана куё:, поминальная цветочная служба по Ёсино таю). В нём участвуют оставшиеся в Симабаре таю.

### Югири-таю
Югири-таю (яп. 夕霧太夫 ю:гири таю:): под этим псевдонимом работали две таю: Тэру из Симмати и Ёсико Накамура из Симабары.

#### Тэру из Симмати
Дата рождения неизвестна. Умерла в 1678 году. Предположительное место рождения — район Киото «Укё», квартал Сага. Неизвестно, как Тэру попала в Симабару, но там она получила псевдоним Сэнъя-таю (яп. 扇屋太夫 сэнъя таю:, таю комнаты с веерами). Позже Тэру переехала в Осаку, в квартал Симмати, где получила псевдоним Югири-таю (яп. 夕霧太夫 ю:гири таю:, таю вечернего тумана). Современники описывают её как прекрасную и талантливую женщину.
Тэру умерла от болезней в возрасте примерно 22—27 лет, её смерть оплакивал весь город. Траур по ней служат как в храме Дзёкоку-дзи в Осаке (яп. 浄国寺 дзё:коку дзи), так и в Сэйрё-дзи (яп. 清凉寺 сэйрё: дзи), а также в Токусиме и Вакаяме. День смерти Югири-таю в хайку обозначается «сезонным словом» югири-ки (яп. 夕霧忌, траур по Югири).

#### Ёсико Накамура
Ёсико Накамура (яп. 中村 芳子 накамура ёсико), 30 октября 1920 — 3 декабря 1987. Японская киноактриса, таю. Настоящее имя — Ёсико Ватанабэ (яп. 渡辺 芳子). В 1936 году Ёсико выпустилась из Осакской муниципальной школы Хориэ (яп. 大阪市立堀江小学校 о:сака сирицу хориэ сё:гакко:), и в том же году вступила в труппу театра марионеток Гобан дайхэйки ямасина канкё (яп. 碁盤太平記・山科閑居).
Дом её родителей располагался в осакском квартале красных фонарей Симмати, Ёсико унаследовала его в 1980 году вместе с титулом «Югири-таю». В Киёмидзу-дэра в ноябре проводится поминальная служба Югири куё мацури (яп. 夕霧供養祭, «заупокойное празднество по Югири»). В 1988 году на её могиле было установлено надгробие со стихотворением-танка.

### Такао-даю
Такао-даю (яп. 高尾太夫 такао даю:), 1640—1660. Такао была первой ойран в Ёсиваре, получившей ранг таю. Такао вместе с Ёсино-таю и Югири-таю называют Тремя великими куртизанками (яп. 三名妓 саммё:ги). Имя «Такао» было наследуемым, как многие другие имена знаменитых куртизанок.
В Энсэки дзиссю (яп. 燕石十種 энсэки дзиссю) говорится, что первая женщина, носившая имя Такао, позже стала буддийской монахиней. В январе третьего года периода Мандзи (1660) она скончалась.

## Современные таю

### Ханаоги таю
Ханаоги-таю (яп. 花扇太夫 ханао:ги таю:, дословно «таю Веер с цветами»), настоящее имя Хаттори Ёсико (яп. 服部佳子), окончила частный женский колледж Катё. С трёх лет выступала на сцене, исполняя традиционные японские танцы. В детском саду была моделью для дзюнихитоэ. Ханаоги изучала кагура, придворные танцы.
В своей книге «Поиски желающего стать таю в Симабаре» (яп. 嶋原で太夫になる人を探している Симабара дэ таю: ни нару хито о сагаситэиру) Ханаоги пишет, что стала таю, потому что хотела научиться петь в жанре дзиута. Сегодня, кроме основной работы, она читает лекции и занимается управлением.

### Цукаса-таю
Цукаса-таю (яп. 司太夫, дословно «главная таю»), настоящее имя Накагава Юкиэ (яп. 中川幸永). С 16 лет была майко в киотоском квартале Гион кобу; её профессиональный псевдоним — Намико (яп. 奈見子). С детства она изучала японскую чайную церемонию, традиционный японский танец, каллиграфию, игру на кото. Окончив среднюю школу, Цукаса прошла обучение в качестве майко в окия. По окончании обучения она решила, что должна попробовать стать таю, так как профессия находится в опасном положении, и в 23 года Юкиэ приняла псевдоним Цукаса-таю. Она поддерживает сайт, участвует в муниципальных мероприятиях.